# Anisomelia
Anisomelia là một chi bướm đêm thuộc họ Geometridae.

## Các loài
- Anisomelia flavisecta
- Anisomelia oriolata